# Brana
Brana je 2253 m visoka gora v Kamniško-Savinjskih Alpah in najvzhodnejši vrh v skupini z Grintovcem. Njegov s travo porasel vrh se proti jugozahodu sprva zložno, nato pa preko prepadnega ostenja spusti v Kotliški graben in na škrbino Kotliči, kjer se spoji z zahodno ležečo Tursko goro. Na severu preko kratkega razbitega skalovja preide na travnato Boštjanco oz. melišča nad Okrešeljem. Vzhodna skalnata stran se dviga nad Kamniškim sedlom, južno ostenje, ki je najdaljše, pa na kocu preide v z gozdom prekrito dolino Kamniške Bistrice, med Sedelščkom in Koncem.
Prvi znani turistični vzpon na goro sta opravila Antun Bauer in Josef Seidl leta 1875.

## Izhodišča
- Kamnik, Kamniška Bistrica
- Solčava, Logarska dolina

## Vzponi na vrh
- 2½h: od Frischaufovega doma na Okrešlju (1378 m),
- 1h: od Koče na Kamniškem sedlu (1864 m).